# Ajmak chentejski
Ajmak chentejski (mong. Хэнтий аймаг) – jeden z 21 ajmaków w Mongolii, znajdujący się w północno-wschodniej części kraju. Stolicą ajmaku jest Öndörchaan, znajdujący się 330 km na wschód od stolicy kraju Ułan Bator.
Utworzony w 1931 roku ajmak swoją nazwę otrzymał od gór Chentej. Od północy graniczy z Rosją. Gospodarka oparta na górnictwie, w rolnictwie dominuje uprawa zbóż i ziemniaka. Na terenie ajmaku znajduje się m.in. klasztor Baldan Bereeven Khiid.
Liczba ludności w poszczególnych latach:
| 1979   | 1989   | 2000   | 2010   |
| ------ | ------ | ------ | ------ |
| 80 300 | 73 800 | 70 946 | 65 335 |

Ajmak zamieszkuje mniejszość buriacka.

## Somony
Ajmak chentejski dzieli się na 17 somonów:
| - Bajan-Adarga - Bajanchutag - Bajanmönch - Bajan-Owoo - Batnorow - Batszireet - Binder - Cenchermandal - Cherlen | - Dadal - Darchan - Delgerchaan - Dżargaltchaan - Galszar - Mörön - Norowlin - Ömöndelger |